# 20-ті

## Події
- Римська імперія: правління Тиберія Клавдія Нерона;
- Китай:
  - Династія Сінь: період правління Ван Мана (9-23 рр. н. е.), єра правління «Діхуан» (地 皇) — «Земний імператор», 20—23 рр;
  - Династія Хань: 23 до н. е. — …